# Thôn Hảo Sơn
Thôn Hảo Sơn là một ngôi làng nhỏ nằm trên địa bàn xã Gio An, cách trung tâm thị trấn Gio Linh khoảng 8 km về phía tây, thuộc tỉnh Quảng Trị, Việt Nam. Đây là một cộng đồng dân cư thuần nông, nơi kinh tế chủ yếu dựa vào sản xuất nông nghiệp truyền thống. Các loại cây trồng chủ lực của thôn bao gồm lúa gạo, khoai lang, sắn, hạt tiêu, cao su và đặc biệt là cải xoong – loài rau được xem như cây trồng bản địa đặc trưng và có giá trị kinh tế cao nhất của địa phương.
Điểm đặc sắc làm nên dấu ấn văn hóa – lịch sử của Hảo Sơn chính là hệ thống bốn giếng cổ có tuổi đời hàng thiên niên kỷ, bao gồm:
- Giếng Gai (Ramie Well)
- Giếng Ông (Men’s Well)
- Giếng Bà (Women’s Well)

- Giếng Tép (Tiny Shrimp Well)

Theo các nguồn sử liệu và nghiên cứu khảo cổ, những giếng này được xây dựng từ thế kỷ thứ 10 đến thế kỷ thứ 5 trước Công nguyên, gắn liền với nền văn hóa Champa cổ đại từng phát triển rực rỡ tại miền Trung Việt Nam. Được tạo nên từ đá khối đẽo gọt công phu, hệ thống giếng cổ này không chỉ là công trình thủy lợi mà còn thể hiện trình độ kỹ thuật và tư duy thích ứng tự nhiên cao của cư dân bản địa xưa.
Hệ thống giếng cổ Hảo Sơn còn có vai trò đặc biệt trong việc tưới tiêu cho phần lớn ruộng đồng tại khu vực phía tây huyện Gio Linh, đảm bảo nước quanh năm cho các vùng trồng cải xoong và lúa nước. Đáng chú ý, giếng không bao giờ cạn nước dù vào mùa khô hạn khắc nghiệt, tạo nên một hệ sinh thái canh tác bền vững từ hàng ngàn năm trước.
Ngày nay, bốn giếng cổ ở Hảo Sơn đã được Nhà nước công nhận là Di tích Văn hóa cấp Quốc gia, không chỉ mang giá trị vật thể mà còn là chứng tích sống động về một nền văn minh bản địa lâu đời. Nơi đây đang trở thành điểm đến nghiên cứu của các nhà khảo cổ, nhà văn hóa cũng như điểm tham quan trải nghiệm độc đáo cho du khách yêu thích khám phá vùng đất di sản.